# Schoenolirion
Schoenolirion, rod trajnica iz porodice šparogovki, dio je potporodice saburovki. Priznato je tri vrste američkih endema na jugoistoku SAD-a i na zapad do Teksasa.

## Vrste
1. Schoenolirion albiflorum (Raf.) R.R.Gates
2. Schoenolirion croceum (Michx.) Alph.Wood
3. Schoenolirion wrightii Sherman